# Lukáš Cingeľ
Lukáš Cingeľ (* 10. června 1992, Žilina) je slovenský lední hokejista hrající na postu pravého či levého křídla a reprezentant, který od května 2023 nastupuje za český klub HC Kometa Brno. Mimo Slovensko působil na klubové úrovni v Kanadě a Česku.

## Hráčská kariéra
Svoji hokejovou kariéru začal v týmu MsHK Garmin Žilina, kde prošel všemi mládežnickými kategoriemi. V sezoně 2009/10 debutoval v dresu "áčka" hrajícího slovenskou nejvyšší soutěž, zároveň však nadále nastupoval za žilinskou juniorku a mužstvo HK Orange 20, což je celek Slovenské reprezentace do 20 let. V roce 2010 odešel do Kanady, kde působil dva roky v klubu Baie-Comeau Drakkar v QMJHL. V srpnu 2012 uspěl na zkoušce v tehdy nově vzniklém českém týmu HC Lev Praha, kde podepsal roční kontrakt. Za mužstvo hrál KHL a rovněž nastupoval i za Stadion Litoměřice ze druhé české nejvyšší soutěže. S Lvem získal v ročníku 2013/14 stříbrnou medaili, když jeho celek podlehl ve finále play-off Kontinentální hokejové ligy Metalurgu Magnitogorsk z Ruska v poměru 3:4 na zápasy. Po skončení sezony Lev Praha z KHL kvůli finančním problémům odstoupil. V červenci 2014 odešel Cingeľ do české extraligy, kde se domluvil na smlouvě se Spartou Praha. S klubem skončil v ročníku 2015/16 na celkovém druhém místě v nejvyšší soutěži a v Lize mistrů 2016/2017 s ním došel až do finále, kde Sparťani po prohře 3:4 v prodloužení nad švédským týmem Frölunda HC získali stříbrné medaile. V květnu 2017 odešel do Mountfieldu HK z Hradce Králové, s jehož představiteli se dohodl na podmínkách dvouletého kontraktu.

## Klubové statistiky
| Sezona    | Klub                  | Soutěž              | Základní část | Základní část | Základní část | Základní část | Základní část | Play off | Play off | Play off | Play off | Play off |
| Sezona    | Klub                  | Soutěž              | Z             | G             | A             | B             | TM            | Z        | G        | A        | B        | TM       |
| --------- | --------------------- | ------------------- | ------------- | ------------- | ------------- | ------------- | ------------- | -------- | -------- | -------- | -------- | -------- |
| 2009/2010 | MsHK Garmin Žilina    | Slovenská extraliga | 02            | 0             | 0             | 0             | 0             | —        | —        | —        | —        | —        |
|           | HK Orange 20          | Slovenská extraliga | 32            | 02            | 04            | 06            | 10            | —        | —        | —        | —        | —        |
| 2010/2011 | Baie-Comeau Drakkar   | 00000 QMJHL         | 68            | 18            | 32            | 50            | 16            | —        | —        | —        | —        | —        |
| 2011/2012 | Baie-Comeau Drakkar   | 00000 QMJHL         | 63            | 18            | 20            | 38            | 24            | 08       | 04       | 02       | 06       | 04       |
| 2012/2013 | HC Lev Praha          | 000000 KHL          | 15            | 01            | 0             | 01            | 02            | 03       | 0        | 0        | 0        | 0        |
|           | HC Stadion Litoměřice | 00 1. česká liga    | 06            | 02            | 01            | 03            | 02            | —        | —        | —        | —        | —        |
| 2013/2014 | HC Lev Praha          | 000000 KHL          | 41            | 02            | 02            | 04            | 06            | 18       | 02       | 01       | 03       | 02       |
|           | HC Stadion Litoměřice | 00 1. česká liga    | 04            | 02            | 01            | 03            | 0             | —        | —        | —        | —        | —        |
| 2014/2015 | HC Sparta Praha       | 0 Česká extraliga   | 39            | 13            | 10            | 23            | 18            | 06       | 01       | 0        | 01       | 04       |
| 2015/2016 | HC Sparta Praha       | 0 Česká extraliga   | 23            | 06            | 06            | 12            | 10            | 04       | 0        | 01       | 01       | 0        |
| 2016/2017 | HC Sparta Praha       | 0 Česká extraliga   | 50            | 08            | 12            | 20            | 16            | 04       | 0        | 01       | 01       | 02       |
| 2017/2018 | Mountfield HK         | 0 Česká extraliga   | 49            | 7             | 15            | 22            | 16            | 13       | 3        | 1        | 4        | 2        |
| 2018/2019 | Mountfield HK         | 0 Česká extraliga   | 46            | 12            | 11            | 23            | 20            | 4        | 0        | 1        | 1        | 2        |
| 2019/2020 | Mountfield HK         | 0 Česká extraliga   | 52            | 14            | 14            | 28            | 12            | 2        | 0        | 0        | 0        | 2        |
| 2020/2021 | Mountfield HK         | 0 Česká extraliga   |               |               |               |               |               |          |          |          |          |          |
| 2022/2023 | Mountfield HK         | 0 Česká extraliga   |               |               |               |               |               |          |          |          |          |          |
| 2023/2024 | HC Kometa Brno        | 0 Česká extraliga   |               |               |               |               |               |          |          |          |          |          |

## Reprezentace

### Mládežnické výběry
| Turnaj               | Místo konání                | Z | G | A | B | TM | Umístění |
| -------------------- | --------------------------- | - | - | - | - | -- | -------- |
| MS-18 2010           | Bělorusko (Minsk, Babrujsk) | 6 | 2 | 2 | 4 | 6  | 8. místo |
| Celkem na MS-18 (1x) |                             | 6 | 2 | 2 | 4 | 6  |          |

### Seniorská reprezentace
| Turnaj        | Místo konání                               | Z  | G | A | B | Umístění  | Soupisky          |
| ------------- | ------------------------------------------ | -- | - | - | - | --------- | ----------------- |
| MS 2017       | Německo a Francie (Kolín nad Rýnem, Paříž) | 7  | 0 | 1 | 1 | 14. místo | Soupiska MS 2017  |
| ZOH 2018      | Jižní Korea (Pchjongčchang)                | 4  | 0 | 0 | 0 | 11. místo | Soupiska ZOH 2018 |
| MS 2018       | Dánsko (Kodaň, Herning)                    | 7  | 0 | 0 | 0 | 9. místo  | Soupiska MS 2018  |
| Celkem na MS  |                                            | 14 | 0 | 1 | 1 |           |                   |
| Celkem na ZOH |                                            | 4  | 0 | 0 | 0 |           |                   |